# シャルル・ウジェーヌ・ド・クロイ
シャルル・ウジェーヌ・ド・クロイ（フランス語：Charles Eugène de Croÿ, 1651年 - 1702年1月30日）は、フランス貴族のクロイ家出身で、神聖ローマ帝国おとびロシア・ツァーリ国の陸軍元帥。

## 生涯
父はジャック・フィリップ・ド・クロイ＝ルー（1614年 - 1685年）で、アントワーヌ1世・ド・クロイの息子ジャン3世の子孫である。母は陸軍元帥ヨハン・ヤコブ・ファン・ブロンクホルストの娘ヨハンナ・カタリーナ・ファン・ブロンクホルストであった。
シャルル・ウジェーヌはヘンドリック・ファン・デン・バーグの娘で13歳年上のヴィルヘルミナ・ユリアナ・ファン・デン・ベルフと結婚した。2人の間には子供が生まれなかった。
シャルル・ウジェーヌはスコーネ戦争においてはデンマーク軍に加わり、最初は志願将校であったが、その勇敢さにより早くに大佐となった。1676年のルンドの戦いと1677年6月のマルメ包囲戦に参加したが、重傷を負った。同年11月、負傷から回復したシャルル・ウジェーヌは、戦争によりデンマークの主要拠点であったランズクルーナの知事に任命された。しかし、気位の高さと大陸的な礼儀のため人気は低く、1か月も経たないうちにハンス・ヴィルヘルム・フォン・メールハイムが後任となった。
その後、シャルル・ウジェーヌはオーストリア軍としてオスマン・トルコと戦い成功を収め、1683年のウィーン解放と1690年のベオグラード攻撃の両方に参加した。1692年10月18日、シャルル・ウジェーヌはペトロヴァラディン要塞の礎を築き、その功績により帝国陸軍元帥に昇進した。
1697年、ロシア皇帝ピョートル大帝に仕え始め、リヴォニアで軍隊を指揮した（この時点のリヴォニアはスウェーデンとポーランド連邦の一部を形成していた）。シャルル・ウジェーヌは1700年11月20日のナルヴァの戦いでロシア軍を率いて降伏し、スウェーデン軍の捕虜となった。
シャルル・ウジェーヌは1702年に捕虜としてレーバル（タリン）で亡くなった。債権者の要求により、聖ニコラウス教会に安置されていた遺体は190年以上埋葬されず、ミイラ化し展示された。